# Stąporków Nowy (gromada)
Stąporków Nowy (alt. Stąporków) – dawna gromada, czyli najmniejsza jednostka podziału terytorialnego Polskiej Rzeczypospolitej Ludowej w latach 1954–1972.
Gromady, z gromadzkimi radami narodowymi (GRN) jako organami władzy najniższego stopnia na wsi, funkcjonowały od reformy reorganizującej administrację wiejską przeprowadzonej jesienią 1954 do momentu ich zniesienia z dniem 1 stycznia 1973, tym samym wypierając organizację gminną w latach 1954–1972.
Gromadę Stąporków Nowy z siedzibą GRN w Stąporkowie Nowym (obecnie jest to wschodnia część miasta Stąporków) utworzono – jako jedną z 8759 gromad na obszarze Polski – w powiecie koneckim w woj. kieleckim, na mocy uchwały nr 13d/54 WRN w Kielcach z dnia 29 września 1954. W skład jednostki weszły obszary dotychczasowych gromad Sadykierz i (Stary) Stąporków ze zniesionej gminy Duraczów oraz obszary dotychczasowych gromad Nieborów, Koprusa, Stąporków Nowy i Wołów a także wieś Miła z dotychczasowej gromady Wąglów ze zniesionej gminy Odrowąż w tymże powiecie. Dla gromady ustalono 21 członków gromadzkiej rady narodowej.
13 listopada 1954, po sześciu tygodniach, gromadę Stąporków zniesiono w związku z nadaniem jej statusu osiedla (osiedle przyjęło nazwę Stąporków) (prawa miejskie z kolei Stąporków otrzymał 1 stycznia 1967).
Uwaga: gromada Stąporków (o innym składzie) istniała także w latach 1969–72.